# Biblioteka Żółtego Tygrysa
Biblioteka Żółtego Tygrysa – historyczny cykl wydawniczy ukazujący się w latach 1957–1990 nakładem Wydawnictwa Ministerstwa Obrony Narodowej. 
Serię wydawniczą stanowiły tomiki niewielkiego formatu (100 × 135 mm lub 105 × 145 mm), opisujące epizody z okresu II wojny światowej, choć niektóre pozycje dotyczyły okresu przedwojennego (np. atak na radiostację w Gliwicach czy bitwa nad Chałchin-Goł) i powojennego (m.in. walki z UPA i Werwolfem). W 1990 książki publikowało wydawnictwo Bellona w serii „Z tygrysem”. Pod koniec 1996  wydawnictwo Infopress opublikowało serię pn. „Nowy Tygrys”. W 1997 i 2015 wydano kilka kolejnych tomików. 
Ukazało się 667 książeczek (licząc wszystkie wydania), wydawanych w nakładzie do 300 000 egzemplarzy. Niektóre książki z tej serii wydano również w formie audiobooka.

## Charakterystyka
Oficjalna nazwa cyklu Druga wojna światowa: bohaterowie operacje kulisy. Na czwartej stronie okładki każdego tomu znajdował się stały tekst reklamowy:

DRUGA WOJNA ŚWIATOWA / BOHATEROWIE OPERACJE KULISY / Dramatyczne wydarzenia największych zmagań wojennych w historii; przełomowe, nieznane momenty walk; czujnie strzeżone tajemnice pól bitewnych, dyplomatycznych gabinetów, głównych sztabów i central wywiadu / ukazuje / CYKL WYDAWNICZY / w skład którego wchodzi niniejszy tomik / ZAPAMIĘTAJCIE TEN ZNAK

Książki wydawane były w dwóch kieszonkowych formatach. Niektóre zawierały na końcu krzyżówkę podpisaną pseudonimem „Zwan” (np. Bohdan Arct Szturmowcy Warszawy 1964, S.T.Kald Kamikaze – lotnicy śmierci 1959, Z. Wiatr Fix melduje centrali... 1959). Niektóre tytuły wznowiono. 

W okresie Polskiej Rzeczypospolitej Ludowej seria była elementem komunistycznej propagandy skierowanej do młodzieży. Peerelowska cenzura usuwała wszystkie krytyczne opinie oraz analizy dotyczące tej serii wydawniczej. W 1974 roku Główny Urząd Kontroli Prasy, Publikacji i Widowisk ocenzurował krytyczny artykuł W paszczy Tygrysa, autorstwa B. Klukowskiego, zamieszczony w czasopiśmie „Polityka”. Usunięty fragment przytacza Tomasz Strzyżewski w swojej książce o cenzurze w PRL: 

Przedstawiona w serii ideologia jest jednak uproszczona, utrwala typ wiedzy zawarty w podręcznikach szkolnych i preferowany w publicystyce drugiej połowy lat pięćdziesiątych. Uderza szczególnie niezmienność stereotypu AL-owca i AK-owca i przypisywanej im ideologii. Lewica polska czasu wojny jest przedstawiona w serii jako ideologiczny monolit, a ludzie jako moralny wzór. Szlachetnością i umiejętnością prawidłowej oceny sytuacji politycznej i militarnej cechują się ludzie pochodzący z nizin społecznych lub będący na niższych szczeblach hierarchii wojskowej. Dotyczy to i armii polskiej na zachodzie, i armii aliantów zachodnich, i ugrupowań Armii Krajowej. Wydaje się, że jest tu dużo projekcji naszych doświadczeń i przemyśleń późniejszych na wydarzenia wojenne, projekcji dokonanej w sposób schematyczny...

## Książki serii Żółtego Tygrysa według roku wydania

### 1957
1. Wielki dzień dywizjonu 303 Bohdan Arct
2. Ludzie torpedy Stanisław Biskupski
3. Duchy dżungli D. J. Hope
4. W pościgu za V-1 Bohdan Arct
5. Zamach na Kutscherę Marek Dunin-Wąsowicz
6. Ludzie z innego świata Edwin Rozłubirski
7. Zagłada Pearl Harbor P. William
8. Stacja nr 4 nie działa S. Winefield
9. Kamikaze – lotnicy śmierci S. T. Kald
10. Ostatni zamach na Hitlera Robert Weiss
11. Cyrk Skalskiego Bohdan Arct[7][8]

### 1958
1. Fałszerze z SS P. William
2. Zagadka „Cicero” Gustaw Jarl
3. Duchy dżungli D. J. Hope wyd. 2
4. Tajemnicze bronie Wacław Malten
5. Ostatnia akcja Czwartaków Ryszard Zelwiański
6. Gdzie jest oberleutnant Siebert? Wacław Malten
7. „Bismarck” – pirat Atlantyku Zbigniew Flisowski
8. Na celowniku T-VI Janusz Przymanowski
9. Ludzie z innego świata Edwin Rozłubirski wyd. 2
10. W pościgu za V-1 Bohdan Arct wyd. 2
11. Wielki dzień dywizjonu 303 Bohdan Arct wyd. 2
12. Zamach na Kutscherę Marek Dunin-Wąsowicz wyd. 2
13. Odysea Hansa Schmidta H. Hoffer
14. Miniaturowa armada Wolfgang Leonhard
15. Zagłada Pearl Harbor P. William wyd. 2
16. Wielki bluff admiralicji W. Dąbrowski
17. Ostatni zamach na Hitlera Robert Weiss wyd. 2
18. Lew pustyni w potrzasku J. Prestone
19. Twierdza śmierci Stanisław Nałęcz
20. „Altmark” – okręt widmo S. B. Bicke
21. Klęska na Filipinach P. William
22. Koniec King Konga Krystyna Evert Vaedke
23. Tajemnica łuku kurskiego Józef Barski
24. Asy wywiadu Jerzy Hornung
25. Cichociemni Maurycy Gordon
26. Droga arcyszpiega Włodzimierz Jaroszyński
27. Kamikaze – lotnicy śmierci S. T. Kald wyd. 2
28. Zmierzch gigantów S. C. Sering
29. Stacja nr 4 nie działa S. Winefield wyd. 2

### 1959
1. Tu radio Gliwice Emil Aleksander
2. Droga arcyszpiega Włodzimierz Jaroszyński wyd. 2
3. Anthropoid atakuje Andrzej Piwowarczyk
4. Ludzie z innego świata Edwin Rozłubirski wyd. 3
5. Operacja „Violet” Jerzy Hornung
6. Twierdza na pustyni Stanisław Muranowski
7. Fix melduje centrali Z. Wiatr
8. Gdzie jest oberleutnant Siebert? Wacław Malten wyd. 2
9. Reduta 56 Zdzisław Kuźmirski-Pacak
10. Koniec gniazda zbrodni Stanisław Powołocki
11. Granica w ogniu  Władimir Bielajew
12. Ostatni zamach na Hitlera Robert Weiss wyd. 3
13. Kapitulacji nie będzie Julian Banet
14. Tajna misja Rudolfa Hessa T. Salter
15. Misja generała Bethouart Ryszard Jegorow i S. Krakowski
16. Zagłada Hiroszimy Ogura Toyofumi
17. Plan E-27 L. Sawa
18. Upadek regenta Ryszard Jegorow i S. Krakowski
19. Zagłada Luftwaffe B. Kassner
20. Zemsta barona Grunlanda Władysław Kulicki
21. Fałszerze z SS P. William wyd 2
22. Dywizjon żab J. M. Woytt
23. Tajemnica łuku kurskiego Józef Barski wyd. 2
24. Ludzie torpedy Stanisław Biskupski wyd. 2
25. Kamikaze - lotnicy śmierci T. Kald wyd. 3

### 1960
1. Ognie nad Wisłą, Henryk Hubert
2. Asy wywiadu, Jerzy Hornung wyd. 2
3. Dwa uderzenia, Jerzy Duracz i Krzysztof Wolicki
4. Syn szejka Hedżasu, W. Kisielewski
5. Krzyżówki z „Tygrysem”, Zdzisław Nowak
6. Minerzy podniebnych dróg, Owidiusz Gorczakow i Janusz Przymanowski
7. Wybuch w Norsk-Hydro, Zbigniew Wilamowski
8. Operacja „Biegun Północny”, Zbigniew Wilamowski
9. Na celowniku T-VI, Janusz Przymanowski wyd. 2
10. Kupione zwycięstwo, J. Steward
11. V-Mann „Karol 32", Aleksander Omiljanowicz
12. USS „Indianapolis” nie wraca do bazy, Andrzej Makowski
13. Dymy nad Zamojszczyzną, Wojciech Sulewski
14. Gwardia archanioła, Danuta Bieńkowska
15. Tajna drukarnia, Józef Kuśmierek
16. Kobra, Roman Kim

### 1961
1. Przez druty Oświęcimia Henryk Korotyński i Adam Witold Wysocki
2. Pojedynek szpiegów Stefan Rostoń
3. Operacja „Midway” F. L. Justin
4. Zagadka Dunkierki Ryszard Leliwa
5. Płonące wybrzeże Tadeusz Sokół
6. Tajemnica łuku kurskiego Józef Barski wyd. 3
7. Za frontem Krzysztof Wolicki
8. Upadek Singapuru Zbigniew Flisowski
9. Kobra Roman Kim wyd 2
10. Za pięć dwunasta Waldemar Kotowicz
11. Wiadukt H. Bartoszek i Z. Bernard
12. Szpieg nazi nr 176 Franciszek Welczer
13. Eskadry tropicieli Gustaw Jarl
14. Ostatnia akcja Z. Zelwiański wyd. 2

### 1962
1. Goście o zmroku Edwin Rozłubirski
2. Gauleiter nie dotrzymał słowa Marek Dunin-Wąsowicz
3. BROW Wojciech Sulewski
4. Szalony lot Jan Grabiński
5. Wilcze stada Janusz Wolniewicz
6. Podniebne asy Bohdan Arct
7. Operacja „Katapulta” W. R. Zielrecki
8. Dwa uderzenia Jerzy Duracz i Krzysztof Wolicki wyd. 2
9. Duce, aresztuję pana Adam Witold Wysocki
10. „Wilcza Jama” Danuta Kaczyńska i Maria Wiśniewska
11. Bitwa o Jawę Witold Stupiński
12. Uwaga dywersja Kazimierz Sławiński
13. Leśna bitwa Stefan Szymański
14. Odwet Jerzy Duracz
15. Bitwa o przełęcz Monika Warneńska
16. Zagadka „Cicero” Gustaw Jarl wyd. 2
17. Veledog Nr. 5621 Edwin Rozłubirski
18. Na celowniku T-VI Janusz Przymanowski wyd. 3
19. Kryptonim T-4 Mieczysław Kieta
20. Musa Dżalil Leopold Marschak
21. Ostatni z „Zeppelina” Jan Litan

### 1963
1. Kariera ministra Przemysław Burchard i Aleksander Drożdzyński
2. Ardeny Zbigniew Flisowski
3. Brygada X Andrzej Konrad
4. M-XIV Witold Borowski – „Antek”
5. Kreta Witold Supiński
6. Twierdza śmierci Stanisław Nałęcz wyd. 2
7. Agonia feldmarszałka Mieczysław Brzezicki
8. Za pięć dwunasta Waldemar Kotowicz wyd 2
9. Ostatni bunkier Stanisław Biskupski
10. Kamienny krater Jan Lewandowski i Stanisław Nadzin
11. Ucieczki Bohdan Arct
12. Dziwna kariera pułkownika P. Ryszard Zgórecki i W. Zieliński
13. W kuźni diabła Gustaw Jarl
14. Grupa „Marco Polo” Emanuel Planer
15. Akcja „Plan Warszawy” Andrzej Konrad
16. Operacja „Weserübung” Krzysztof Kulicz i Adam Witold Wysocki
17. Pięćdziesięciu z Dössel Wincenty Kawalec
18. Szosa piotrkowska Leszek Moczulski

### 1964
1. Śmietnik dr. Schneidera Jerzy Górski
2. Przez druty Oświęcimia Henryk Korotyński i Adam Witold Wysocki wyd. 2
3. Bitwa nad Bzurą Włodzimierz Kowalski
4. Normandzka sieć Michał Olkiewicz
5. Ostatnie rubieże Stanisław Reperowicz
6. Żołnierze obwodu V Tadeusz Szafar
7. Królestwo Hansa Franka Danuta Kaczyńska i Maria Wiśniewska
8. Godzina klęski Stanisław Biskupski
9. Klęska „Szybkiego Heinza” Waldemar Kotowicz
10. Na tropie „Zemsty” Ryszard Zgórecki
11. Zagłada oliwkowych mundurów Jacek Wilczur
12. Goście o zmroku Edwin Rozłubirski wyd 2
13. Krach „Siwej Czapli” Leszek Moczulski
14. W ich oczach Danuta Kaczyńska i Maria Wiśniewska
15. Czerwone Maquis z Chamonix Krzysztof Próchnicki
16. Czota Zbigniew Zięmbolewski
17. Bój pod Wizną Kazimierz Stawiński
18. Szturmowcy Warszawy Bohdan Arct

### 1965
1. Miasto siedmiu diabłów Andrzej Drawicz
2. Koniec samurajów Wasław Malten
3. 63 dni Stanisław Komornicki, ps. Nałęcz
4. Ostatnie boje Edward Gronczewski
5. Operacja „Sturmwind” Waldemar Tuszyński
6. Siedlisko węży J. Weraksa
7. Siewcy czarnej śmierci Marek Koreywo
8. Czternastu spod Werhraty Zbigniew Neugebauer
9. Stenogramy klesk Rajmund Kuliński
10. Desant na Drwar Jerzy Woydyłło
11. Dwa oblicza „Janusa” Witold Kurpis
12. Pięć po dwunastej Adam Witold Wysocki
13. Odcinek „N” Stanisław Biskupski
14. Tropem jaszczurki Marian Strużyński i Henryk Kawka
15. Dni walki Zygmunt Bieszczanin
16. Zielona rakieta Siemion Kuzniecow
17. Na tropach ludobójców Wacław Kozłowski i Leopold Marschak
18. Sztylet Burego Norbert Zenon Pick

### 1966
1. Rozkaz: Ocalić miasto Stanisław Czerpak i Zdzisław Hardt
2. Uwaga! Messerschmitty! Edward Chromy
3. Chryszczata Kazimierz Sławiński
4. Operacja „Poligon” Michał Gardowski i Piotr Kostikow i Jurij Tkaczenko
5. Veledog Nr. 5621 Edwin Rozłubirski wyd. 2
6. Tygrysy polują nocą Adam Kaska
7. Zamach na Kutscherę Marek Dunin-Wąsowicz wyd. 3
8. W potrzasku Wiesław Dobrzycki
9. „Bismarck” – pirat Atlantyku Zbigniew Fliskowski wyd. 2
10. „Ryś” w akcji Wojciech Sulewski
11. Księstwo SS Jacek Wilczur
12. Przegrana bitwa Leszek Moczulski
13. Gdzie jest oberleutnant Siebert? Wacław Malten wyd. 3
14. Agonia Feldmarszałka Mieczysław Brzezicki wyd. 2
15. Atak nastąpi o północy Ryszard Zgórecki
16. Rayaki 444 Wacław Malten
17. Chmury nad Akropolem Ireneusz Łapiński
18. Twierdza brzeska Michał Haykowski
19. Ludzie bez skrzydeł Rajmund Szubański
20. Pętla na gardle Andrzej Drawicz
21. Pierwszy biało-czerwony Rajmund Kuliński
22. Reduta 56 Zdzisław Kuźmirski-Pacak wyd. 2

### 1967
1. Godziny grozy Zygmunt Bieszczanin
2. Noc sylwestrowa Andrzej Konrad
3. Klęska wiernego Heinricha Jerzy Korczak
4. Rozkaz nr 0069 Stanisław Biskupski
5. Pierwsi nad Łabą Medard Krzycki
6. Nocny nalot Karol Szeląg
7. M-XIV Witold Borowski – „Antek” wyd. 2
8. Szesnasta pancerna Ryszard Jegerow
9. Głos lorda Witold Kurpis
10. Zagadka „Cicero” Gustaw Jarl wyd. 3
11. Kierunek Zagłębie Jan Alski
12. „Wilcza Jama” Danuta Kaczyńska i Maria Wiśniewska wyd 2
13. Czwarta czterdzieści pięć Zbigniew Flisowski
14. Twierdza śmierci Stanisław Nałęcz wyd. 3
15. Daleki rajd Bolesław Gaczkowski
16. Wiadukt H. Bartoszek i Z. Bernard wyd. 2
17. Salwy nad Odrą Adam Kaska
18. Tu radio Gliwice Emil Aleksander wyd. 2
19. 025 melduje Edward Frankowski
20. Miny za burtą Zdzisław Boczkowski
21. Tajna radiostacja Zygmunt Zonik
22. Kokino kłamie Adam Witold Wysocki
23. Fiasko planu zagłady Rajmund Szubański
24. Na lewym skrzydle Janusz Bobkowski

### 1968
1. Cytadela Michał Haykowski
2. Klęska agenta 888 Bolesław Piastowicz
3. Izabella – Felix Stanisław Lewicki
4. Maczuga Michał Salwin
5. Darnica godz 0.40 Stanisław Biskupski
6. 150 wzywa pomocy Ryszard Zgórecki
7. Koniec samurajów Wacław Malten wyd. 2
8. Krach SS „Germanii” Jerzy Czech
9. Klęska „Szybkiego Heinza” Waldemar Kotowicz wyd. 2
10. Krach „Siwej Czapli” Leszek Moczulski wyd. 2
11. Umarli wracają do baz Ryszard Wójcik
12. Ostatnia szarża Leszek Moczulski
13. Operacja „Lew Morski” Ireneusz Łapiński
14. „Srebrny Lis” w potrzasku Julian Bukacki
15. Z rozkazu majora Ryszarda Stanisław Ozimek
16. Strzały na placu Heweliusza Zygmunt Zonik
17. Śmierć na drodze Sławomir Kryska
18. Operacja „Weserübung” Krzysztof Kulicz i Adam Witold Wysocki wyd. 2
19. Czterej pancerni i pies Janusz Przymanowski

### 1969
1. Uwaga „Zefir” nadaje Michał Gardowski
2. Lotnisko w ogniu Janusz Korycki
3. Filizjerzy naprzód Ryszard Sawicki
4. W cieniu krematorium Zdzisław Hardt i Stanisław Czerpak
5. W pogoni za Burłakiem Władysław Jarnicki
6. Wielki dzień dywizjonu 303 Bohdan Arct wyd. 3
7. Druga twarz Augusta Jan Trzaska
8. Łosie atakują samotnie Bolesłw Gaczkowski
9. Ludzie z wilczych ścieżek Zbigniew Damski
10. Spadochrony nad Arnhem Adam Witold Wysocki
11. Kaukaz w ogniu Andrzej Drawicz
12. Hasło 312 Tadeusz Ratkowski
13. Odcinek „N” Stanisław Biskupski wyd. 2
14. Budziszyn – 5 km Janusz Bobkowski
15. Tajemnicze bronie Wacław Malten wyd. 2
16. Tajemnica generała Grota Ryszard Tarski
17. Operacja „Sturmwind” Waldemar Tuszyński wyd. 2
18. Ostatnie uderzenie Michał Kaseja
19. Płonące Pantery Henryk Kacała
20. Kryptonim FRX A. S. Ornelli
21. Kierunek Tiergarten Ryszard Zgórecki

### 1970
1. Ardeny Zbigniew Flisowski wyd. 2
2. Linia śmierci Zygmunt Bieszczanin
3. Szosa piotrkowska Leszek Moczulski wyd. 2
4. Drugie okrążenie Ireneusz Ruszkiewicz
5. W kuźni diabła Gustaw Jarl wyd 2
6. Tajemnice meklemburskich lasów Stanisław Woliński
7. Salut dla „Wichra” Zbigniew Damski
8. Kierunek puszcza solska Andrzej Flis
9. Miny za burtą Zdzisław Boczkowski wyd. 2
10. Bój pod Brädikow Juliusz Malczewski
11. Operacja „Cerber” Jerzy Grab
12. Skok w nieznane Jan Alski
13. Rayaki 444 Wacław Malten wyd. 2
14. Atak na zaplecze Zbigniew Kozakiewicz
15. Sowy nadlecą o świcie Medard Krzycki
16. „Jastrząb” Ireneusz Czyżewski
17. Przed wielkim uderzeniem Antoni Śmirski
18. Pozdrówcie Odrę Wojciech Sulewski
19. Alarm w kompanii „Orbis” Zygmunt Zonik
20. Pluton „R” Witold Tyranowski
21. Hasło „Cyklon” Bolesław Piastowicz
22. Cyrk Skalskiego Bohdan Arct wyd. 2
23. „Chrobry” zmienia kurs Bogdan Justynowicz
24. Kierunek Prusy Zygmunt Kosztyła i Krzysztof Wójtowicz
25. Kurs 283 Kazimierz Sławiński
26. Kwadrat 36-12 Aleksander Werski

### 1971
1. Ostatnia baza floty Tadeusz Konecki
2. Odeskie katakumby Ryszard Abramowicz
3. Pancerni pod Montbard Michał Salwin
4. Klęska agenta 888 Bolesław Piastowicz wyd. 2
5. Izabella – Felix Stanisław Lewicki wyd. 2
6. Wyrok na miasto Stanisław Kopf
7. Obce niebo Bohdan Arct
8. Lotnisko w ogniu Janusz Korycki wyd. 2
9. „Batory” szuka lądu Andrzej Gierczak
10. Płonące Pantery Henryk Kacała wyd. 2
11. Nad Murmańskiem mgła Wacław Malten
12. Uwaga! Messerschmitty! Edward Chromy wyd. 2
13. Biuro doktora Deliusa Gospodin Goczew
14. Kurs bojowy – Bieszczady Tadeusz Dalecki
15. Zatrzymać pociąg 963 Bogdan Maciejewski
16. Nocne ptaki Juliusz Grodziński
17. Zgaszony lont Juliusz Malczewski
18. W cieniu twierdzy Kołobrzeg Bogdan Justynowicz
19. Rozkaz: Ocalić miasto Stanisław Czerpak i Zdzisław Hardt wyd. 2
20. Likwidacja prusackiego przyczółka Krzysztof Kulicz
21. Na ziemi niczyjej Stanisław Dymek
22. Sześciu przeciw wszystkim Zenon Borkowski

### 1972
1. B-12-145 czuwa Ryszard Sawicki i Grzegorz Łuczyński
2. Spadochrony nad Arnhem Adam Witold Wysocki wyd. 2
3. Spod znaku „Iskry” Rudolf Gliński
4. Daleki rajd Bolesław Gaczkowski wyd. 2
5. Czołgi idą na zachód Antoni Śmirski
6. Druga twarz Augusta Jan Trzaska wyd. 2
7. Twarz wilkołaka Bogdan Maciejewski
8. Ostatnie boje Edward Gronczewski wyd. 2
9. Ostatni szwadron Anna Wawrzycka
10. Peryskop w górę Zbigniew Damski
11. Alarm w baterii Andrzej Gierczak
12. Żyjące mury Andrzej Zarzycki i Andrzej Zaniewski
13. Bomby torują drogę Kazimierz Sławiński
14. Akcja B-2 Juliusz Grodziński i Janusz Bryliński
15. Kryptonim FRX A. S. Ornelli wyd 2
16. Trzeci dzień natarcia Waldemar Kotowicz
17. Pięćdziesięciu z Dössel Wincenty Kawalec wyd. 2
18. Lądowanie o świcie Ryszard Pietrzak
19. Lewy brzeg w ogniu Zbigniew Kozakiewicz
20. Zaginiony ślad Andrzej Pielasa

### 1973
1. Przeciw śmierci Krystyna I. Stażyk
2. Za laplandzkim wałem Tadeusz Konecki
3. Bestia wychodzi w mroku Bolesław Piastowicz
4. Czarne gabinety Ludwik Lutyński
5. Reduta „Skrzyżowanie” Marek Sadzewicz
6. Atferro łączy kontynenty Bohdan Arct
7. Na straconej pozycji Krzysztof Wójtowicz
8. Wzgórze 41,9 Sławomir Łubiński
9. Trzecia torpeda Henryk Dyjeta
10. Daleko od brzegu Bogdan Justynowicz
11. Ruchoma zapora Ireneusz Ruszkiewicz
12. Leśnym tropem Zdzisław Suszycki
13. Diabelska wyspa Andrzej Mozołowski
14. Wiedźma z Buchenwaldu Zygmunt Zonik
15. Czwarta atakuje Adrianna Gozdecka
16. Chłopcy z czołówki Bolesław Jagielski
17. Łuna nad miastem Anna Wawrzycka
18. Pioruny nad Orszą Bogdan Jankowski i Tadeusz Stępień
19. Ryngraf z trupią czaszką Feliks Sikorski
20. Kurierskim szlakiem Maria Chrzanowska

### 1974
1. Salwą ognia Andrzej Szymański
2. Brygada „Wilków” Juliusz Malczewski
3. Alarm na „Garlandzie” Stanisław Ozimek
4. Krakowskie skrzydła Wacław Król
5. Arktyka odpiera atak Wojciech Wilczek i Bohdan Zawadzki
6. Gasnące ognie Zdzisław Hardt i Andrzej Syta
7. Brunatna pajęczyna Sławomir Klimkiewicz
8. Dynamit z górniczych sztolni Edward Mały
9. Flota – widmo Ludwik Lutyński
10. Tajna misja Jacek Pałkiewicz
11. Grenadierzy spod Lagarde Stanisław Dymek
12. Ostatni lot admirała Witold Kurpis
13. Rajd ku morzu Kazimierz Przytocki
14. Dziewczęta w rogatywkach Krzysztof Wójtowicz
15. Koń trojański Ryszard Pietrzak wyd. 2
16. Strzały pod krematorium Zygmunt Zonik
17. Skrzydła niosą odwet Wiesław Fuglewicz
18. Kwadrat 36-12 Aleksander Werski wyd. 2

### 1975
1. Miny za burtą Zdzisław Boczkowski wyd. 3
2. W ślad za piechotą Antoni Śmirski
3. Trzysta pierwszy nad celem Bohdan Arct
4. Hasła nie będzie Zdzisław Banasiak
5. Ostatnia wachta „Gryfa” Zbigniew Damski
6. M-XIV Witold Borowski – „Antek” wyd. 3
7. Poznańskie skrzydła Wacław Król
8. W lasach Saksonii Waldemar Kotowicz
9. Ogień w ampułkach Karol Ner
10. Nieuchwytny krążownik Wojciech Wilczek
11. Szachownice nad Brandenburgią Juliusz Malczewski
12. Rakiety nie osiągną celu Zygmunt Zonik
13. Samotna twierdza Marek Sadzewicz
14. Krach cesarskiej floty Bolesław Kwiatkowski
15. Spoza gór i rzek Piotr Koniewięga
16. Skrzydlate tarcze Wiesław Fuglewicz
17. Piątka za odwagę Bolesław Jagielski
18. Możesz żyć tylko dwa razy Sławomir Klimkiewicz

### 1976
1. Kurierskim szlakiem Maria Chrzanowska wyd. 2
2. Operacja „Waldkater” Eugeniusz Wawrzyniak
3. W pomorskiej gardzieli Kazimierz Sławiński
4. 302 na start Wacław Król
5. Noc wielkiej rady Jerzy Brudnicki
6. Pościg za generałem Mieczysław Boguta
7. Lewy brzeg w ogniu Zbigniew Kozakiewicz wyd. 2
8. Czarnomorski bastion Tadeusz Konecki
9. Spod znaku „Iskry” Rudolf Gliński wyd. 2
10. Projekt U Zygmunt Zonik
11. Flota – widmo Ludwik Lutyński wyd. 2
12. Bomby w celu Marian Ślifierz
13. Tokio – godz. 12.30 Andrzej Zarzycki
14. Od waszego fotokorespondenta Henryk Latoś
15. Torpedy wśród lodów Wojciech Wilczek
16. Chryzantemy w białym domu Stanisław Lewicki
17. Burza nadciąga z południa Juliusz Malczewski
18. „Grom” nie wraca z fiordów Zbigniew Damski
19. Krzyż Grunwaldu w herbie Krzysztof Wójtowicz

### 1977
1. Czarny dzień białych gwiazd Wacław Malten
2. Świt nad kurhanem Eugeniusz Samsel
3. Minuta nad twierdzą Wiesław Fuglewicz
4. 131 w ataku Wacław Król
5. Skarby „Wilhelma Gustloffa” Edmund Kosiarz
6. Na sygnał zielonej rakiety Ryszard Zgórecki
7. Cienie na torze Jan Błażejczak
8. Alarm na pograniczu Jerzy Korczak
9. Uwaga T-34 Janusz Magnuski
10. Puchacze czuwają nocą Andrzej R. Janczak
11. Barykady nad Sekwaną Stefan Galicki
12. Pojedynek pod piramidami Sławomir Klimkiewicz
13. Pogotowie nad zaporą Grzegorz Romaniszyn
14. Krok z tamtego świata Zygmunt Zonik
15. Wyspa Juranda Józef Bolesław Garas
16. Milczące forty Kazimierz Szarski
17. Pożar o północy Marian Ślifierz
18. Po „Ogniu” był „Mściciel” Zdzisław H. Bamalski
19. Pięćdziesięciu z Dössel Wincenty Kawalec wyd. 3

### 1978
1. Reflektory nad Newą Wacław Malten
2. Łuny nad stepem Leon Dubicki
3. Żołnierze z „Zielonego” Stanisław M. Jankowski
4. Zdobyć lotnisko Bolesław Jagielski
5. Taniec czarnej śmierci Jerzy Marciniak
6. Bitwa o Skaldę Roman Runek
7. Przeciwpancernym ognia Eugeniusz Walczuk
8. Katiusze nad Narwią Krzysztof Wójtowicz
9. Odrzucone ultimatum Tadeusz Rawski
10. Pod niebem Słowacji Antoni Śmirski
11. U-Booty poszły na dno Wacław Król
12. Śmierć przychodzi po wojnie Juliusz Malczewski
13. Ruchome twierdze Janusz Magnuski
14. Gwiazdy nad Bałtykiem Wiesław Fuglewicz
15. Egzekucji nie będzie Rajmund Szubański
16. Lądowanie o świcie Ryszard Pietrzak wyd. 2
17. Rejs samotnej eskadry Wojciech Wilczek
18. Pancerniacy z drugiej Waldemar Kotowicz
19. Mina na kursie Zbigniew Damski
20. Ruchoma zapora Ireneusz Ruszkiewicz wyd. 2

### 1979
1. Niewidzialne oczy Sławomir Klimkiewicz
2. Berlin na kursie bojowym Andrzej R. Janczak
3. Łodzią na Gotlandię Bolesław Kwiatkowski
4. Kwiaty na pogorzelisku Józef Garas
5. Oczy nad frontem Wacław Król
6. Ławoczkiny nad Pacyfikiem Wacław Malten
7. Rozpoznać wroga z północy Kazimierz Sławiński
8. Świt pod Lenino Czesław Podgórski
9. Oddaję oskarzonemu głos Stefan Galicki
10. Wykonać rozkaz 08 Jerzy Marciniak
11. Operacja „Worek” Zbigniew Damski
12. Czarne berety Rajmund Szubański
13. Rakietowym w czołgi Wiesław Fuglewicz
14. Kreta w ogniu Roman Runek
15. Morze wzywa odważnych Włodzimierz Radziszewski
16. Z rozkazu majora Ryszarda Stanisław Ozimek wyd. 2
17. „Czarny” nadaje o trzeciej Stanisław M. Jankowski
18. Meldunek z trasy Ludwik Jabłoński
19. Baterie w niebezpieczeństwie Juliusz Malczewski

### 1980
1. Droga życia Eugeniusz Samsel
2. 312 luf nad Odrą Tadeusz Stępień
3. „Orlik” zostawia ślad Zenon Strześniewski
4. Front bez myśliwców Wacław Król
5. Cztery tony salwą Bolesław Gaczkowski
6. Północna forteca Sławomir Klimkiewicz
7. Czołgi pod Mokrą Stanisław Pokorny
8. Pancerna tarcza Ireneusz Czyżewski
9. Pierwszym w cel Eugeniusz Walczuk
10. Płomienie na szczytach Andrzej Jankowski
11. Salwy nad Miereją Leon Dubicki
12. Podstępna śmierć Rajmund Szubański
13. Przy dzwiękach pułkowego marszu Juliusz Malczewski
14. Uwaga T-34 Janusz Magnuski wyd 2
15. Czwarta czterdzieści pięć Zbigniew Flisowski wyd. 2
16. Pod znakiem białego lwa Antoni Śmirski
17. Alarm w Sztokholmie Tadeusz Konecki
18. Czaszki wśród bambusów Lech Niekrasz
19. Trzydzieści sekund nad celem Wacław Król
20. Skrzydlata tarcza stolicy Wiesław Fuglewicz
21. Krach „Żelaznego Trójkąta” Czesław Podgórski

### 1981
1. Czołówka ląduje w mroku Józef Bolesław Garas
2. Przystanek Auschwitz Lidia Grzegórska i Anna Kowalczyk
3. Rafinerie płoną o zmierzchu Rajmund Szubański
4. Zbrodnie czarnych krzyży Zbigniew Jankiewicz
5. Ostry kąt uderzenia Jerzy Marciniak
6. Szalony lot Jan Grabiński wyd 2
7. Batalion śmiałych Karol Szeląg
8. „Zefiry” nad kanałem Andrzej R. Janczak
9. Ognie na bagnach Bolesław Jagielski
10. Decydująca runda Wacław Malten
11. Na pokładzie „Błyskawicy” Andrzej Kuczera
12. Droga wiodła przez Węgry Marek Arpad Kowalski
13. Bomba dla gauleitera Julian Tobiasz
14. Samotni w mroku Jerzy Domański
15. Atakuje was „Piorun” Zbigniew Damski
16. Zwiadowczym szlakiem Eugeniusz Walczuk
17. Na spotkanie konwoju Wojciech Wilczek
18. Przyczółek straconej szansy Rajmund Szubański
19. Diabły Adriatyku Stanisław Majewski
20. Zagłada czwartej floty Wiesław Fuglewicz

### 1982
1. Bój pod Rietschen Juliusz Malczewski
2. Nocne zjawy Ireneusz Czyżewski
3. Śmierć przychodzi z gór Antoni Śmirski
4. Gorący las Zenon Szymanowski
5. W pajęczynie podsłuchów Jerzy Besala
6. Piekło Iwo-dzimy Wacław Malten
7. Z ostatnim rozkazem Ryszard Zgórecki
8. Na pancerzach do Belgradu Karol Szeląg
9. Na ścieżkach pożogi Krzysztof Hoffman
10. Kurs bojowy Praha Wiesław Fuglewicz
11. Sygnał „Stal” Tadeusz Konecki
12. Mustangi nad kontynentem Wacław Król
13. Enigma ląduje w Normandii Rafał Brzeski
14. 382 dni „Kujawiaka” Zbigniew Damski
15. „Wieniec” dla wroga Andrzej Fryszkiewicz
16. Upadek Corregidoru Rajmund Szubański
17. Cień swastyki nad Bosforem Marian Ślifierz
18. Operacja „Drawa” Andrzej Krawczyk
19. Sercem zbrojne Aleksandra Wójtowicz
20. Różan broni się jeszcze Juliusz Malczewski
21. Z polowego lotniska Bolesław Gaczkowski
22. Światło w mroku Lidia Grzegórska i Anna Kowalczyk

### 1983
1. Tron dla faworyta Czesław Stempniewicz
2. Odejście na rozkaz Zbigniew Kozakiewicz
3. „Monte” Stanisław M. Jankowski
4. Alarm dla Belgradu Karol Szeląg
5. Brandenburski węzeł Adam Głowacki
6. Osaczona wyspa Rajmund Szubański
7. Ślady na granicy A. Błażej
8. Przeprawy leśnych ludzi Bolesław Jagielski
9. Pod osłoną nocy Jerzy Rakowski
10. Tak zginął ORP „Orkan” Zbigniew Damski
11. Chindici atakują z dżungli Andrzej Fryszkiewicz
12. Przed zamkniętym semaforem Mariusz Golik
13. Krach pruskiej twierdzy Bohdan Kaznowski
14. Orlęta bez skrzydeł Bogdan Zakrzewski
15. Statek wierny banderze Edward Obertyński
16. Strzały na Podhalu Tadeusz Pląskowski
17. Ruchome twierdze Janusz Magnuski wyd. 2
18. Dziewczęta w rogatywkach Krzysztof Wójtowicz wyd. 2
19. Na gruzach Berlina Eugeniusz Walczuk

### 1984
1. Ochotnicza warszawska Maria Jarkowska
2. Przed pierwszym strzałem Czesław Podgórski
3. W celowniku Ferdynandy Tadeusz Konecki
4. Strzał w próżnię Rafał Brzeski
5. Samotni przeciw Kriegsmarine Rajmund Szubański
6. Ostatnia wachta „Gryfa” Zbigniew Damski wyd. 2
7. Ryngraf z trupią czaszką Feliks Sikorski wyd. 2
8. Na obcej ziemi Henryk Kawka
9. W szponach przymusu Zygmunt Zonik
10. Dębliniacy z kodem „PK” Wacław Król
11. Czerniaków wzywa Adam Głowacki
12. Diabla góra Eugeniusz Wawrzyniak
13. Ognie na hałdach Jerzy Marciniak
14. Przed nami Bzura Juliusz Malczewski
15. Nasłuch działa Andrzej Różycki
16. Powrotny rajdZbigniew Kozakiewicz
17. Północna fala Bolesław Gaczkowski

### 1985
1. Na falach Amuru Józef Wiesław Dyskant
2. Przedmurze Starówki Bogusław Szumski
3. Kryptonim Pomorze Maciej Aleksander Janisławski
4. Gdzie rodzą się cyklony Bohdan Kaznowski
5. Krymska pułapka Tadeusz Konecki
6. Cel na dzisiejszą noc Andrzej R. Janczak
7. Zgłaszam zestrzelenie Me-262 Wacław Król
8. Mgły nad jeziorem Adam Przekop i Krzysztof Wójtowicz
9. Z ćwiczeń do boju Bolesław Jagielski
10. Minuta nad twierdzą Wiesław Fuglewicz wyd. 2
11. Śmierć podaje dłoń Jerzy Sergiusz
12. Czołgi pod Mokrą Stanisław Pokorny wyd. 2
13. Bzura – rzeka dramatu Juliusz Malczewski
14. Rajd ku morzu Kazimierz Przytocki wyd. 2
15. Klęska konwoju PQ-17 Rajmund Szubański
16. Nawodne bliźniaki Józef Wiesław Dyskant
17. Maczuga Michał Salwin wyd 2
18. W mroku nad kontynentem Tadeusz Dytko

### 1986
1. Wrócili pod polskim sztandarem Henryk Kawka
2. 217000 wojennych mil „Garlanda” Zbigniew Damski
3. Fiasko „Burzy zimowej” Tadeusz Konecki
4. SOS „Laconia” Wiesław Brodziński i Tadeusz Stępień
5. Koń trojański Ryszard Pietrzak
6. Starachowicki wrzesień Leszek Zioło
7. Ostatnie salwy z Łazienek Andrzej Monastyrski
8. Smugi ognia Eugeniusz Walczuk
9. 306 na start Wacław Król
10. Cztery tony salwą Bolesław Gaczkowski wyd. 2
11. Uwaga! Messerschmitty! Edward Chromy wyd. 3
12. Odzyskany chleb Aleksandra Wójtowicz
13. Nienasycona przełęcz Piotr Marciniszyn
14. Bomby na Tarent Andrzej Stuglik
15. U progu śmierci Lidia Grzegórska i Anna Kowalczyk
16. Ścigacze atakują Andrzej Kuczera
17. Darnica godz 0.40 Stanisław Biskupski wyd. 2

### 1987
1. Na kursie wolność Edward Obertyński
2. Tobruk odpowiada ogniem Andrzej Kozak
3. Dyktator z Vichy Zygmunt Zonik
4. Zuchwały rajd Marian Sztarski
5. Odwrót znad Bzury Juliusz Malszewski
6. Przyczółek wielkiej szansy Tadeusz Konecki
7. KG-200 bez tajemnic Andrzej Fryszkiewicz
8. Kulisty piorun Julian Tobiasz
9. Ogniowy parasol Jerzy Marciniak
10. Śmierć bez wyroku Barbara Jelonek i Bogdan Zakrzewski
11. Pod znakiem trupiej czaszki Władysław Zieliński
12. Dywersja w obcych mundurach Zdzisław Hardt
13. Kosynierzy z trzysta trzeciego Wacław Król
14. Wyspa rembrezy Stanisław Sosna-Sarno
15. Gdynia nie odpowiada Mariusz Golik
16. Spóźniony odwrót Leszek Zioło
17. Archipelag nieugietych Czesław Rychlewski
18. Z pomocą ginącym Krzysztof Pol
19. Gorzki los ORP „Jastrząb” Zbigniew Damski
20. Trzeci wymiar pustyni Janusz Ledwoch
21. Po ostatnim szturmie Edward Pawłowski
22. Pokonany samuraj nie wraca Maciej Aleksander Janisławski
23. Katiusze nad Narwią Krzysztof Wójtowicz wyd. 2

### 1988
1. Rafinerie płoną o zmierzchu Rajmund Szubański wyd. 2
2. Z siłą halnego Bolesław Jagielski
3. Ostatni lot admirała Witold Kurpis wyd. 2
4. Ziemia mężnych ludzi Eugeniusz Samsel
5. Uwaga nadchodzi Tadeusz Krząstek
6. Skarb katów z Majdanka Zygmunt Zonik
7. Partyzanci Bałtyku Stanisław Kierzkowski
8. Świt nad Elblągiem Andrzej Jurczyński
9. Grot przecina Wisłę Tadeusz Konecki
10. Pod niebem Francji 1940 Wacław Król
11. Żądło frontu „N” Eugeniusz Wawrzyniak
12. Operacja „Pierwszy most” Tomasz Kostuch
13. Kurs bojowy – Bieszczady Tadeusz Dalecki wyd. 2 zmienione
14. Alpejskie reduty Henryk Kawka i Władysław Zieliński
15. Ogniem z zasadzki Eugeniusz Walczuk
16. Hasło na dzisiejszą noc Czesław Grzelak
17. Dymy na przedpolach Janusz Figura i Andrzej Wesołowski
18. Piotrków – piąty dzień września Maciej Wolin
19. Zagadka „Cicero” Gustaw Jarl wyd. 4 (roz)
20. Październikowa bitwa 1939 Andrzej Zbyszewski
21. Wrzesień flotylli rzecznej Józef Wiesław Dyskant
22. Noc wielkiej rady Jerzy Brudnicki wyd. 2
23. Kreta w ogniu Roman Runek wyd. 2

### 1989
1. Tokio – godz. 12.30 Andrzej Zarzycki wyd. 2
2. Zagłada czwartej floty Wiesław Fuglewicz wyd. 2
3. Powrót pod banderę Czesław Rychlewski
4. Bitwa na krótkich falach Tadeusz Dytko
5. Karpatczycy pod Gazalą Andrzej Kozak
6. Okręty pod Reichstagiem Andrzej Kuczera i Jan Wiesław Żminko

### 1989 - 1990 (czarna seria)
1. Wykonać „Grom” Edward Pawłowski, numer 1, wyd. 1, 1989,
2. Ostatni rejs „Paderewskiego” Stanisław Sosna-Sarno, Czesław Tomczyk, numer 2, wyd. 1, 1989
3. Pięciu śmiałych Zbigniew Kozakiewicz, numer 3, wyd. 1, 1989
4. Zamach na ciężką wodę Juliusz Malczewski, numer 4, wyd. 1, 1989
5. Wojennym tropem „Wilka” Zbigniew Damski, numer 5, wyd. 1, 1989
6. „Andreas Hofer” nadaje Zygmunt Zonik, numer 6, wyd. 1, 1989
7. Wizna - samotny bastion Maciej Wolin, numer 7, wyd. 1, 1989
8. W dywizjonie „Kubusiów” Wacław Król, numer 8, wyd. 1, 1989
9. Kierunek Anglia Tomasz Bryła, numer 9, wyd. 1, 1989
10. Operacja „Madryt” Andrzej Jurczyński, numer 10, wyd. 1, 1989
11. Kurierzy podziemia Eugeniusz Wawrzyniak, numer 11, wyd. 1, 1989
12. W kręgu zdrady Henryk Kawka, Władysław Zieliński, numer 12, wyd. 1, 1990
13. Blokada Wielkiej Twierdzy Ryszard Rogiński, numer 13, wyd. 1, 1990
14. Deportacje na kresach Piotr Żaroń, numer 14, wyd. 1, 1990
15. Siedemnasty września Rajmund Szubański, numer 15, wyd. 1, 1990
16. Piracki poker Jan Jastrzębski, numer 16, wyd. 1, 1990
17. Zatruta mgła Kazimierz Szarski, numer 17, wyd. 1, 1990

### 1997
1. Atakuje was „Piorun” Zbigniew Damski wyd. 2 (wyd. Bellona)
2. Upadek Corregidoru Rajmund Szubański wyd. 2 (wyd. Bellona)
3. Czarne berety Rajmund Szubański wyd. 2 (wyd. Bellona)
4. Klęska konwoju PQ-17 Rajmund Szubański wyd. 2 (wyd. Bellona)
5. Lagarde 1940 Józef Smoliński (wyd. Bellona)
6. Rafinerie w ogniu Rajmund Szubański (wyd. Bellona)

### 2014
1. 17 września - Rajmund Szubański (wyd. Bellona)

### 2015
1. Obrona Poczty Polskiej w Gdańsku Iwona Kienzler (wyd. Bellona)

### 2023
1. Dymy na przedpolach Andrzej Wesołowski, Janusz Figura (wyd. Bellona)[potrzebny przypis]

### 2024[9]
1. Cyrk Skalskiego Bohdan Arct (wyd. Bellona) data nowego wydania 05.06.2024
2. Szturmowcy Warszawy Bohdan Arct (wyd. Bellona) data nowego wydania 05.06.2024
3. Operacja Midway F. L. Justin (wyd. Bellona) data nowego wydania  05.06.2024
4. Mustangi nad kontynentem Wacław Król (wyd. Bellona) data nowego wydania  05.06.2024
5. U-Booty poszły na dno Wacław Król (wyd. Bellona) data nowego wydania  05.06.2024
6. W pościgu za V-1 Bohdan Arct (wyd. Bellona) data nowego wydania  17.07.2024
7. Wielki dzień dywizjonu 303 Bohdan Arct (wyd. Bellona) data nowego wydania  17.07.2024
8. Bismarck pirat Atlantyku Zbigniew Flisowski (wyd. Bellona) data nowego wydania  17.07.2024
9. Tajemnica łuku kurskiego - Józef Barski (wyd. Bellona) data nowego wydania  17.07.2024
10. Zagłada Luftwaffe B. Kassner (wyd. Bellona) data nowego wydania  17.07.2024
11. Operacja „Weserübung” Krzysztof Kulicz i Adam Witold Wysocki (wyd. Bellona) data nowego wydania  28.08.2024
12. Tokio godzina 12:30 Adam Zarzycki (wyd. Bellona) data nowego wydania  28.08.2024
13. Lis pustyni w potrzasku J. Prestone (wyd. Bellona) data nowego wydania  28.08.2024
14. 63 dni Stanisław Komornicki „Nałęcz” (wyd. Bellona) data nowego wydania  28.08.2024
15. Szalony lot Jan Grabiński (wyd. Bellona) data nowego wydania  28.08.2024
16. Lądowanie o świcie Ryszard Pietrzak (wyd. Bellona) data nowego wydania  11.09.2024
17. Fałszerze z SS P. Willam (wyd. Bellona) data nowego wydania  11.09.2024
18. Samotna twierdza Marek Sadzewicz  (wyd. Bellona) data nowego wydania  11.09.2024
19. Kamikaze lotnicy śmierci S.T. Kald  (wyd. Bellona) data nowego wydania  11.09.2024
20. USS „Indianapolis” nie wraca do bazy Andrzej Makowski  (wyd. Bellona) data nowego wydania  11.09.2024
21. Obce niebo Bohdan Arct (wyd. Bellona) data nowego wydania  11.10.2024
22. Peryskop w górę Zbigniew Damski (wyd. Bellona) data nowego wydania  11.10.2024
23. Pięć po dwunastej Adam Witold Wysocki (wyd. Bellona) data nowego wydania  11.10.2024
24. Tron dla faworyta Czesław Stempniewicz (wyd. Bellona) data nowego wydania  11.10.2024
25. Kreta Witold Supiński (wyd. Bellona) data nowego wydania  11.10.2024
26. Niewidzialne oczy Sławomir Klimkiewicz (wyd. Bellona) data nowego wydania  20.11.2024
27. Ostatni rejs „Paderewskiego” Stanisław Sosna-Sarno i Czesław Tomczyk (wyd. Bellona) data nowego wydania  20.11.2024
28. Afterro łączy kontynenty Bohdan Arct (wyd. Bellona) data nowego wydania  20.11.2024
29. Klęska konwoju PQ-17 Rajmund Szubański (wyd. Bellona) data nowego wydania  20.11.2024
30. Tajna Misja Rudolfa Hessa  T. Salter (wyd. Bellona) data nowego wydania  20.11.2024
31. Pod niebem Francji  Wacław Król (wyd. Bellona) data nowego wydania  17.12.2024
32. Spadochrony nad Arnhem  Adam Wysocki (wyd. Bellona) data nowego wydania  17.12.2024
33. Bitwa o Jawę  Witold Supiński (wyd. Bellona) data nowego wydania  17.12.2024
34. Upadek Singapuru Zbigniew Flisowski (wyd. Bellona) data nowego wydania  17.12.2024
35. Dywizjon żab J.M. Woytt (wyd. Bellona) data nowego wydania  17.12.2024

### 2025[9]
1. 217 000 wojennych mil Garlanda – Zbigniew Damski (wyd. Bellona) data nowego wydania: 5 lutego 2025
2. Droga arcyszpiega – Włodzimierz Jaroszyński (wyd. Bellona) data nowego wydania: 5 lutego 2025
3. Twierdza na pustyni – Stanisław Muranowski (wyd. Bellona) data nowego wydania: 5 lutego 2025
4. Podniebne asy – Bohdan Arct (wyd. Bellona) data nowego wydania: 5 lutego 2025
5. Zagłada Pearl Harbor – P. William (wyd. Bellona) data nowego wydania: 5 lutego 2025
6. Odyseja Hansa Schmidta – H. Hoffer (wyd. Bellona) data nowego wydania: 12 lutego 2025
7. Zagadka Dunkierki – Ryszard Leliwa (wyd. Bellona) data nowego wydania: 12 lutego 2025
8. Miny za burtą – Zdzisław Boczkowski (wyd. Bellona) data nowego wydania: 12 lutego 2025
9. 302 na start – Wacław Król (wyd. Bellona) data nowego wydania: 12 lutego 2025
10. Zamach na Kutscherę – Marek Dunin-Wąsowicz (wyd. Bellona) data nowego wydania: 12 lutego 2025
11. Zagadka Cicero – Gustaw Jarl (wyd. Bellona) data nowego wydania: 12 marca 2025
12. Siewcy czarnej śmierci – Marek Koreywo (wyd. Bellona) data nowego wydania: 12 marca 2025
13. Krakowskie skrzydła – Wacław Król (wyd. Bellona) data nowego wydania: 12 marca 2025
14. Ludzie torpedy – Stanisław Biskupski (wyd. Bellona) data nowego wydania: 12 marca 2025
15. Na pokładzie Błyskawicy – Andrzej Kuczera (wyd. Bellona) data nowego wydania: 12 marca 2025
16. Obrona Poczty Polskiej w Gdańsku – Iwona Kienzler (wyd. Bellona/Fakt) data nowego wydania: 23 marca 2025
17. Ardeny – Zbigniew Flisowski (wyd. Bellona) data nowego wydania: 23 kwietnia 2025
18. Bomby na Tarent – Andrzej Stuglik (wyd. Bellona) data nowego wydania: 23 kwietnia 2025
19. Tajemnicze bronie – Wacław Malten (wyd. Bellona) data nowego wydania: 23 kwietnia 2025
20. KG-200 bez tajemnic – Andrzej Fryszkiewicz (wyd. Bellona) data nowego wydania: 23 kwietnia 2025
21. Syn Szejka Hidżazu – Władysław Kisielewski (wyd. Bellona) data nowego wydania: 23 kwietnia 2025
22. Bitwa o Skaldę – Roman Runek (wyd. Bellona/Fakt) data nowego wydania: 12 maja 2025
23. Puchacze czuwają w mroku – Andrzej R. Jadczak  (wyd. Bellona) data nowego wydania: 16 maja 2025
24. Wielki bluff Admiralicji – W. Dąbrowski (wyd. Bellona) data nowego wydania: 16 maja 2025
25. Kryptonim T-4 – Mieczysław Kieta (wyd. Bellona) data nowego wydania: 16 maja 2025
26. Rafinerie płoną o zmierzchu – Rajmund Szubański (wyd. Bellona) data nowego wydania: 16 maja 2025
27. Ostatni zamach na Hitlera – Robert Weiss (wyd. Bellona) data nowego wydania: 16 maja 2025
28. Ścigacze atakują – Andrzej Kuczera (wyd. Bellona/Fakt) data nowego wydania: 26 maja 2025
29. Wilcze stada – Janusz Wolniewicz (wyd. Bellona) data nowego wydania: 5 czerwca 2025
30. Na kursie wolność – Edward Obertyński (wyd. Bellona) data nowego wydania: 5 czerwca 2025
31. Duchy dżungli – D.J. Hope (wyd. Bellona) data nowego wydania: 5 czerwca 2025
32. Zmierzch gigantów – S.C. Sering (wyd. Bellona) data nowego wydania: 5 czerwca 2025
33. Operacja lew morski – Ireneusz Łapiński (wyd. Bellona) data nowego wydania: 5 czerwca 2025
34. Ostatnia wachta Gryfa - Zbigniew Damski (wyd. Bellona) data nowego wydania: 17 lipca 2025
35. W dywizjonie Kubusiów – Wacław Król (wyd. Bellona) data nowego wydania: 17 lipca 2025
36. Wybuch w Norek hydro – Zbigniew Wilamowski (wyd. Bellona) data nowego wydania: 17 lipca 2025
37. Altmark okręt widmo – S.B. Bicker (wyd. Bellona) data nowego wydania: 17 lipca 2025
38. Stacja Nr 4 nie działa - S. Winefield (wyd. Bellona) data nowego wydania: 17 lipca 2025